# Fidelino de Figueiredo
Fidelino de Sousa de Figueiredo GOSE (Lisboa, 20 de julho de 1888 — Lisboa, 20 de março de 1967) foi um político, professor, hispanista, historiador e crítico literário português, que se destacou pela sua faceta de ensaísta e intelectual cosmopolita.
Foi contista e romancista precoce, começando a publicar com 17 anos sob o anagrama "Delfínio" que usaria até às Notas elucidativas, quando o seu nome aparece pela primeira vez como "Fidelino de Sousa Figueiredo (Delfínio)".

## Biografia
Licenciou-se em Ciências Histórico-Geográficas no Curso Superior de Letras (antecessor da Faculdade de Letras), em 1910, tornando-se professor liceal.
Em 1911 casou-se com Dulce Elisa Lobo da Costa (de Figueiredo), nascida em Lisboa em 22 de julho de 1890, com quem teve quatro filhos.
Foi deputado no Sidonismo, Chefe de Gabinete do Ministro da Instrução Pública em 1917-1918 e ainda director da Biblioteca Nacional, em 1918-1919, cargo no qual seria reconduzido em 1927.
Em 1927, participou na revolta dos Fifis contra a Ditadura Nacional, instalada em 1926, pelo que esteve dois anos exilado. Durante o exílio em Madrid é contratado, pela Universidade Central, para professor de Literatura portuguesa e espanhola. Após passagens pelos EUA (Berkeley) e México, seria no Brasil, entre 1938 e 1951, que Fidelino de Figueiredo desenvolveria o seu magistério, sobretudo na Universidade de São Paulo e na Federal do Rio de Janeiro, onde foi titular de uma cátedra de Estudos Portugueses e criou uma ativa escola de lusistas: entre os seus discípulos contam-se Antônio Soares Amora, Segismundo Spina, Massaud Moisés e Cleonice Berardinelli. Ao contrair grave doença neuromuscular regressou a Portugal em 1951, fixando residência em Lisboa.
Dirigiu as seguintes revistas: Revista de História  (Lisboa, 16 vols., 1912-1928); Portugália, revista de cultura, tradição e renovação nacional (Lisboa, 6 fascículos, 1925-1926); Letras (São Paulo, 11 vols.). Encontra-se ainda colaboração da sua autoria em diversas outras revistas, nomeadamente na revista Serões (1901-1911), Feira da Ladra  (1929-1943), Anais das bibliotecas, arquivo e museus municipais (1931-1936) e na revista luso-brasileira Atlântico.
Em 1957 foi premiado com a grã-cruz da Ordem Nacional do Cruzeiro do Sul, pelo Brasil, com o grande-oficialato da Ordem Militar de Sant'Iago da Espada a 11 de Fevereiro, por Portugal e ainda pela imprensa com o 'Prémio Diário de Notícias' pelo conjunto da sua obra e em especial por Um Homem na sua humanidade.

## Obras

### História, História da literatura, Crítica literária e estética
- Notas elucidativas aos poemas «Camões» e «Retrato de Vénus» de A. Garrett (1906);
- Os melhores sonetos da língua portuguesa desde Sá de Miranda (1907);
- "Arte Moderna" (Miragem crítica) (1908);
- O espírito histórico; introdução à Biblioteca; noções preliminares (1910);
- História da crítica literária em Portugal, da Renascença à atualidade (1910);
- A crítica literária como ciência (1912);
- História da literatura romântica portuguesa (1913);
- Caraterísticas da literatura portuguesa (1914);
- História da literatura realista (1914);
- Estudos de literatura, vols. 1, 2, 3, 4 e 5 vols. (1915-1951);
- Literatura contemporânea (1916)
- Historia da literatura clássica, vol.s 1, 2 e 3 (1917-1922);
- Literatura contemporânea: O sr. Júlio Dantas (1919);
- Língua e literatura portuguesa (1928);
- Estudos de história americana (1929);
- Motivos de novo estilo (1929);
- Crítica do exílio (1929);
- História de um 'Vencido da Vida' - sobre Oliveira Martins (1930);
- A épica portuguesa no século XVI (1930);
- As duas Espanhas (1932);
- Depois de Eça de Queirós... (1933);
- Pirene (1935);
- Problemas da ética do pensamento: o dever dos intelectuais (1935);
- Alguns elementos portugueses na obra de Lope de Vega (1938);
- Aristarchos: quatro conferências sobre crítica literária (1939);
- Últimas aventuras (1941);
- Antero (1942);
- A luta pela expressão: prolegómenos para uma Filosofia da Literatura (1944);
- «...Um pobre homem da Póvoa de Varzim...»: 1.º centenário do nascimento de Eça de Queirós (1945);
- Viajantes espanhóis em Portugal: textos do século XVIII (1947)
- Antero de Quental (in Perspetiva histórica da literatura portuguesa) (1947);
- Ainda a épica portuguesa: nótulas de auto-crítica (1952);
- Variações sobre o espírito épico (1954).

### Política
- Portugal nas guerras europeias: subsídios para a compreensão dum problema de política contemporânea (1914);
- Revista Portugália, Director: Fidelino de Figueiredo, Proprietário e Editor: Conselho Director Central das Juventudes Monarchicas Conservadoras (1925-1926);
- O pensamento político do exército (1926);
- Notas para um idearium português (1929).

### Memórias, cartas, autobiografia, ensaio, viagens
- Como dirigi a Bibliotheca Nacional : Fevereiro de 1918 a Fevereiro de 1919 (1919);
- Cartas de Menéndez y Pelayo a García Pérez (1921);
- Epicurismos (1923);
- Torre de Babel (1924);
- Iniciação boémia (1932);
- Menoridade da inteligência (1933);
- Interpretações (1933)
- Cultura intervalar (1944);
- Um colecionador de angústias (1951);
- Música e pensamento (1954);
- Um Homem na sua humanidade (1956)
- O medo da história (1956);
- Diálogo ao espelho (1957);
- Símbolos & mitos (1964);
- Paixão e ressurreição do homem (1967).

### Criação ficcional
- Maria, ensaio literário (1905);
- O órfão, terceiro ensaio literário (1905);
- Os Amores do Visconde (1906);
- Sonatas (1908);
- Os humildes, romance (1908);
- Sob a cinza do tédio (1925);
- Revoada romântica (1926);
- Uma viagem à Phobolândia (1929).